# هانس فوغل
هانس فوغل (بالألمانية: Hans Vogel)‏ هو سياسي ألماني، ولد في 16 فبراير 1881 في فورا في ألمانيا، وتوفي في 6 أكتوبر 1945 في لندن في المملكة المتحدة. حزبياً، نشط في الحزب الديمقراطي الاجتماعي الألماني. وقد انتخب عضو في غرفة مندوبي بافاريا ‏ وانتخب عضو مجلس النواب الألماني للجمهورية فايمار.